# Gadahiyabairi
Gadahiyabairi (en népalais : गदहियाबैरी) est un comité de développement villageois du Népal situé dans le district de Sarlahi. Au recensement de 2011, il comptait 6 663 habitants.